# Pyrrhogyra hagnodorus
Pyrrhogyra hagnodorus är en fjärilsart som beskrevs av Hans Fruhstorfer 1908. Pyrrhogyra hagnodorus ingår i släktet Pyrrhogyra och familjen praktfjärilar. Inga underarter finns listade.